# Trevor Smith (homme politique)
Trevor Arthur Smith, baron Smith de Clifton (14 juin 1937 - 24 avril 2021) est un homme politique britannique, universitaire et membre de la Chambre des lords. Il est le porte-parole des libéraux démocrates à la Chambre sur l'Irlande du Nord et les affaires constitutionnelles.

## Jeunesse
Smith est né dans l'East End de Londres, fils d'Arthur James Smith et de Vera Gladys Smith (née Cross). Il étudie l'économie à la London School of Economics en 1955-1958, obtenant un BSc. Il travaille comme enseignant pour le London County Council de 1958 à 1959.

## Carrière universitaire
Il commence comme maître de conférences adjoint à l'Université d'Exeter de 1959 à 1960. Il est ensuite agent de recherche pour l'Acton Society Trust en 1960-1962, une fiducie créée par le Joseph Rowntree Social Service Trust dans les années 1940 « pour analyser les implications de l'État-providence pour la liberté et l'individu ». En 1962, il devient maître de conférences en politique à l'Université de Hull, où il reste les cinq années suivantes.
En 1967, Smith part au Queen Mary College de l'Université de Londres, où il reste 24 ans. D'abord maître de conférences, il est nommé professeur d'études politiques en 1983. Il est également chef du département de politique de 1972 à 1985 et est doyen des études sociales de 1979 à 1982. Au milieu des années 1980, il joue également un rôle administratif dans l'université dans son ensemble - il est pro-principal en 1985-1987, senior pro-principal en 1987-1989 et vice-principal senior en 1989-1991.
Smith est un membre actif de la Political Studies Association depuis les années 1950, et en est le chairman en 1988-1989, le vice-président en 1989-1991 et le président en 1991-1993.
En 1991, Smith déménage en Irlande du Nord, pour occuper le poste de vice-chancelier de l'Université d'Ulster, jusqu'en 1999. Comme l'université est le plus grand employeur d'Irlande du Nord, Smith est fortement impliqué dans le processus de paix en Irlande du Nord tout au long des années 1990, jouant un rôle « extérieur » non sectaire.

## Activité politique
Il est un membre actif des Libéraux-démocrates et de son prédécesseur, le Parti libéral, depuis 1956. Ancien président de l'Union des étudiants libéraux, il se présente aux élections générales de 1959 à West Lewisham, étant le plus jeune candidat de tous les partis cette année-là.
Il est membre du conseil d'administration du Joseph Rowntree Social Service Trust Ltd de 1975, et son président de 1987 à 1999 ; il prend sa retraite du conseil d'administration en 2007. Au cours de son mandat de président, la Fiducie connait une réorientation significative de ses objectifs en tant que fiducie non caritative axée sur le financement d'activités politiques autour de la réforme démocratique et de la justice sociale. Afin de refléter cela, il est rebaptisé Joseph Rowntree Reform Trust en 1990.
En 1997, il entre à la Chambre des Lords en tant que pair libéral-démocrate, servant comme porte-parole de son parti sur l'Irlande du Nord de 2000 à 2011. Au cours du gouvernement de coalition de 2010-2005, il est un critique virulent de la participation de son parti à la coalition, notamment en étant l'un des quatre seuls pairs Lib Dem à voter contre le triplement des frais de scolarité et en appelant à la démission de son chef de parti, Nick Clegg.
Il prend sa retraite de la Chambre des Lords le 31 janvier 2019.
Il est créé Knight Bachelor dans les honneurs d'anniversaire de 1996 pour services rendus à l'enseignement supérieur, recevant la distinction de la reine le 3 décembre 1996. Il est créé pair à vie sous le nom de baron Smith de Clifton, de Mount Sandel dans le comté de Londonderry, le 4 novembre 1997. Il est nommé membre honoraire de l'Université Queen Mary de Londres en 2003.

## Vie privée
Smith épouse Brenda Susan (née Eustace) en 1960, avec qui il a deux fils; le mariage est dissous en 1973. En 1979, il épouse sa seconde épouse, Julia Donnithorne (née Bullock), avec qui il a une fille, Naomi Smith de Best for Britain.

### Livres
- Trevor Smith avec Alison Thomson, Anti-Politics : Consensus, Reform and Protest in Britain (Londres : Charles Knight, 1972).
- Trevor Smith et Robert Benewick (éd.), Action directe et politique démocratique (Londres : Allen & Unwin, 1973).
- Trevor Smith, La politique de l'économie d'entreprise (Londres : M. Robertson, 1979).
- __________, The Fixers : Crisis Management in British Politics (Londres : Dartmouth, 1996).
- __________, Workhouse to Westminster (Londres : Caper Press, 2018).

### Chapitres de livres
- Trevor Smith, « Royaume-Uni », dans Raymond Vernon (éd. ), Big Business and the State: Changing Relations in Western Europe (Cambridge, Massachusetts : Harvard University Press, 1974).
- ___________, 'Causes, Concerns and Cures', dans FF Ridley et Alan Doig (eds), Sleaze: Politicians, Private Interests & Public Reaction (Cambridge: Cambridge University Press, 2009).
- Trevor Smith et Alison Young, 'Politics and Michael Young', dans Geoff Dench, Tony Flower et Kate Gavron (eds), Young at Eighty : The Prolific Public Life of Michael Young (Manchester : Carcanet Press, 1995).
- Trevor Smith, « Grande-Bretagne », dans Jack Hayward et Michael Watson (éd.), Planning, Politics, and Public Policy : The British, French and Italian Experience (Cambridge : Cambridge University Press, 2009).
- ___________, 'Industrial Planning in Britain', dans Jack Hayward et Michael Watson (eds), Planning, Politics, and Public Policy: The British, French and Italian Experience (Cambridge: Cambridge University Press, 2009).

### Brochures
- Roger Cuss, Maurice Gent et Trevor Smith, New Unions for Old - New Orbits Pamphlet #6 (Londres : New Orbits Group, 1961)
- Michael Argyle et Trevor Smith, responsables de la formation (Londres : Acton Society Trust, 1962).
- Trevor Smith et Anthony M. Rees, Councillors : A Study of Barking (Londres : Acton Society Trust, 1964).
- Trevor Smith, Town & County Hall : Problèmes de recrutement et de formation (Londres : Acton Society Trust, 1966).
- Trevor Smith (éd. ), Dilemmes économiques et choix politiques (Londres : Acton Society Trust, 1973).
- Trevor Smith, British Politics in the Post-Keynesian Era (Londres : Acton Society Trust, 1986).
- Paul Hodgson, Archy Kirkwood et Trevor Smith, Directors' Remuneration and Private Utilities — Center for Reform Paper No. 11 (Londres : Center for Reform, 1999).